# Estación 104 Sul
La Estación 104 Sul será una de las estaciones del Metro de Brasilia, situada en Brasilia, entre la Estación 102 Sul y la Estación 106 Sul.
Aunque el metro pasa por la zona, y cuente con el espacio destinado a la construcción de la estación, todavía no hay previsiones para su conclusión. Actualmente la estructura de hormigón está concluida, estando pendientes de ser concluidos los túneles bajo el Eje De transporte, el acabado y la instalación de los equipamientos.